# Provinz Morropón
Die Provinz Morropón ist eine von acht Provinzen in der Verwaltungsregion Piura im Nordwesten Perus. Die Provinz Morropón erstreckt sich über eine Fläche von 3817,92 km². Beim Zensus 2017 lebten 162.027 Menschen in der Provinz.
Im Jahr 1993 lag die Einwohnerzahl bei 163.052, im Jahr 2007 bei 159.693.

## Geographische Lage
Die Provinz Morropón wird durch den Fluss Río Piura in zwei Teile geteilt. Im Norden grenzt die Provinz Morropón an die Provinz Ayabaca, im Osten an die Provinz Huancabamba, im Süden an die Region Lambayeque und im Westen an die Provinz Piura. Hauptstadt der Provinz ist Chulucanas.

## Verwaltungsgliederung
Die Provinz Morrópon teilt sich in 10 Distrikte auf. Der Distrikt Chulucanas ist Sitz der Provinzverwaltung.
| Distrikt                | Verwaltungssitz |
| ----------------------- | --------------- |
| Chulucanas              | Chulucanas      |
| Buenos Aires            | Buenos Aires    |
| Chalaco                 | Chalaco         |
| La Matanza              | La Matanza      |
| Morropón                | Morropón        |
| Salitral                | Salitral        |
| San Juan de Bigote      | Bigote          |
| Santa Catalina de Mossa | Paltashaco      |
| Santo Domingo           | Santo Domingo   |
| Yamango                 | Yamango         |